# إسبلكنون أحمر
سبلكنون أحمر (الاسم العلمي:Splachnum rubrum) هو نوع من النباتات يتبع جنس السبلكنون من الفصيلة السبلكنونية.